# René Gruau
René Gruau (ur. 4 lutego 1909 w Rimini we Włoszech, zmarł 31 marca 2004 r. w Rzymie) – ilustrator, którego nowoczesny styl wpłynął na branżę mody w latach 40. XX wieku, w szczególności na Haute couture.